# Автопортрет с папиросой
«Автопортрет с папиросой» (норв. Selvportrett med sigarett) — картина норвежского художника Эдварда Мунка, написанная в 1895 году. Использование Мунком сигареты и физического разложения как символа отказа от социальных ценностей вызвало споры после выставки 1895 года, где была представлена эта картина. Ныне «Автопортрет с папиросой» хранится в Национальной галерее в Осло.

## Композиция
Художника окружает тёмная тень, он держит дымящуюся сигарету. Искусствовед Джон Равенал сравнил драматическое освещение картины со сценическим:88, а Сью Придо отметила, что «Мунк появляется из сигаретного дыма, как джинн из бутылки»:157. Папироса, которую историк искусства Патрисия Берман охарактеризовала как «связь между маргинальными социальными идентичностями 1890-х годов», была символом «девиантности» и «социального разрушения» классовых и гендерных границ. Таким образом, включение папиросы в автопортрет отвергает традиционные ценности и ассоциирует Мунка с богемой и декадансом. Берман также считает, что изображение художником самого себя с «тонким, растворяющимся телом» и «бледной кожей» призвано бросить вызов социальным нормам и нормам по отношению к здоровью:{{{1}}}. 

## История
Картина «Автопортрет с папиросой» была выставлена у Блумквиста в Осло осенью 1895 года наряду с другими работами Мунка, включая одну из версий «Крика» 1893 года, версию «Мадонны» 1894—1895 годов и «Вампира»:627. Первоначально автопортрет планировалось выставить как «парный свадебный портрет» с портретом его предполагаемой возлюбленной Дагни Юль. Однако отец последней перед выставкой попросил Мунка снять картину с его дочерью, что художник и сделал. В том же году «Автопортрет с папиросой» был приобретён Национальной галереей, ныне являющейся частью Национального музея Норвегии.
Демонстрация автопортрета на выставке вызвала дискуссию о психическом здоровье Мунка. Юхан Шарффенберг, в то время студент-медик, публично высказал мнение о том, что картина является проявлением аморальности Мунка и его умственной дегенерации. Также он утверждал о болезненном и разлагающем влиянии творчества художника на норвежскую молодёжь:629. По мнению Бермана, эта и другая подобная критика потенциальной вредоносности картины для общества появилась под влиянием тогдашних авторитетных мыслителей, таких как Макс Нордау:6.
В 1908—1909 годах Мунк создал литографию «Автопортрет с папиросой»:29, а где-то в период с 1907 по 1909 год — и фоторепродукцию этой картины:256.
С февраля по май 2006 года автопортрет и 86 других картин Мунка были представлены в Музее современного искусства в Нью-Йорке в рамках первой ретроспективной выставке Мунка в XXI веке под названием «Эдвард Мунк: современная жизнь души» (англ. Edvard Munch: The Modern Life of the Soul)